# Quantum of Solace (colonna sonora)
Quantum of Solace è la colonna sonora dell'omonimo film della serie di James Bond, pubblicata nel 2008. Le musiche sono composte da David Arnold, alla quinta collaborazione per la serie dell'agente segreto. Le musiche furono arrangiate e dirette dal suo collaboratore Nicholas Dodd.

## Tracce
1. Time To Get Out
2. The Palio
3. Inside Man
4. Bond In Haiti
5. Somebody Wants To Kill You
6. Greene & Camille
7. Pursuit At Port Au Prince
8. No Interest In Dominic Greene
9. Night At the Opera
10. Restrict Bond’s Movements
11. Talamone
12. What’s Keeping You Awake
13. Bolivian Taxi Ride
14. Field Trip
15. Forgive Yourself
16. DC3
17. Target Terminated
18. Camille's Story
19. Oil Fields
20. Have You Ever Killed Someone?
21. Perla De Las Dunas
22. The Dead Don’t Care About Vengeance
23. I Never Left
24. Jack White e Alicia Keys – Another Way to Die
25. Crawl, End Crawl